# Müslüm Maqomayev
Müslüm Məhəmmäd ogly Maqomayev, en rus: Абду́л-Мусли́м Магоме́тsogлы магома́ев (Grozni (Txetxènia,), 18 de setembre, 1885 - Nàltxik (Kabardino-Balkària), 28 de juliol, 1937), va ser un compositor i director d'orquestra d'Azerbaidjan.

## Vida i obra
El pare de Müslüm Maqomayev era ferrer. Ja en la seva infantesa tocava música popular i va aprendre a tocar l'acordió. Va assistir al col·legi de mestres de Gori del 1899 al 1904. Aquí va conèixer Üzeyir Hacıbəyov, que tenia la mateixa edat. Maqomayev va mostrar un gran interès per la música. Va aprendre violí i oboè. Com a violinista, va ser un dels pilars de l'orquestra del seminari, que també va dirigir com a director. També va crear les seves primeres composicions musicals. De 1905 a 1911 va ensenyar al Caucas del Nord i Lankaran. Durant aquest temps va fundar un cor, una orquestra de vent i corda així com un grup de teatre. El 1911, per consell d'Hacıbəyov, va anar a Bakú, va ensenyar a Sabunçu i va treballar com a violinista al teatre d'òpera. Es va convertir en un dels assessors més propers d'Hacıbəyov i, com ell, es va dedicar al desenvolupament d'un teatre musical azerbaidjanès. La relació amb Hacıbəyov es va fer encara més estreta quan les dues germanes d'Ali Teregulov, un conegut de la mateixa edat des del seu temps a Tbilisi, es van casar. Maqomayev es va casar amb Badiguljamal Teregulova i Hacıbəyov Maleyke Khanum Teregulova. A partir de 1912 va dirigir representacions d'òpera i es va convertir en un dels primers directors d'òpera a l'Azerbaidjan. També va crear ell mateix obres per a teatre musical.
El 1916, per exemple, l'òpera Şah İsmayıl. A més de les obres simfòniques Azərbaycan çöllərində, Azad olunmuş Azərbaycan qadınının rəqsi, Dərviş, Marş RV-8 i Şəlalə, també va escriure obres de música de cambra. Juntament amb Hacıbəyov, va publicar la col·lecció de cançons populars Azərbaycan türk el nəğmələri el 1927 i hi va contribuir amb unes 300 cançons i danses. El seu talent organitzatiu li va permetre seguir una carrera després dels canvis provocats per la Revolució Russa. De 1921 a 1924, cap del departament d'art del Comissariat d'Educació del Poble de l'Azerbaidjan. De 1924 a 1929 va ser director i director de la Casa Acadèmica Estatal d'Òpera i Ballet de l'Azerbaidjan. Des de 1929 va ser cap del departament de música del Centre de Radiodifusió de l'Azerbaidjan. El 1935 la seva òpera Nərgiz es va representar amb èxit i se li va concedir el títol honorífic d'Artista Honorat de la República Socialista Soviètica de l'Azerbaidjan. Es va representar la comèdia musical satírica Xoruz bəy i el ballet Dali Mukhtar. Una òpera va quedar inacabada.
La Societat Filharmònica Estatal d'Azerbaidjan porta el seu nom. Va ser enterrat al cementiri honorari de Fəxri Xiyaban a Bakú. El seu net, el cantant Müslüm Maqomayev, va rebre el seu nom.